# Gary Brown (baseball)
Pour les articles homonymes, voir Gary Brown et Brown.
Gary Allen Brown (né le 28 septembre 1988 à Diamond Bar, Californie, États-Unis) est un joueur de champ extérieur au baseball.
Il joue en 2014 pour les Giants de San Francisco de la Ligue majeure de baseball.

## Carrière
Joueur à l'école secondaire, Gary Brown est repêché au 12e tour de sélection par les Athletics d'Oakland en 2007 mais il ne signe pas de contrat avec le club et rejoint les Titans de l'université d'État de Californie à Fullerton. Il est le 24e joueur sélectionné au total par un club du baseball majeur au repêchage amateur de 2010 et le choix de première ronde des Giants de San Francisco. 
Il fait ses débuts dans les majeures le 3 septembre 2014 lorsque les Giants l'utilisent comme frappeur suppléant dans un match face aux Rockies du Colorado. Il réussit son premier coup sûr dans les majeures le 27 septembre 2014 aux dépens du lanceur Eric Stults des Padres de San Diego. En 7 matchs pour les Giants en fin de saison 2014, Brown réussit 3 coups sûrs en 7 passages au bâton. 
La saison 2014 marque le seul bref passage de Brown dans les majeures. Le 3 avril 2015, les Giants soumettent Brown au ballottage et il est réclamé par les Cardinals de Saint-Louis. Il ne joue pas pour les Cardinals et, à nouveau soumis au ballottage, passe le 22 avril 2015 aux Angels de Los Angeles où il complète l'année en ligues mineures. 